# Sequestro de aeronave

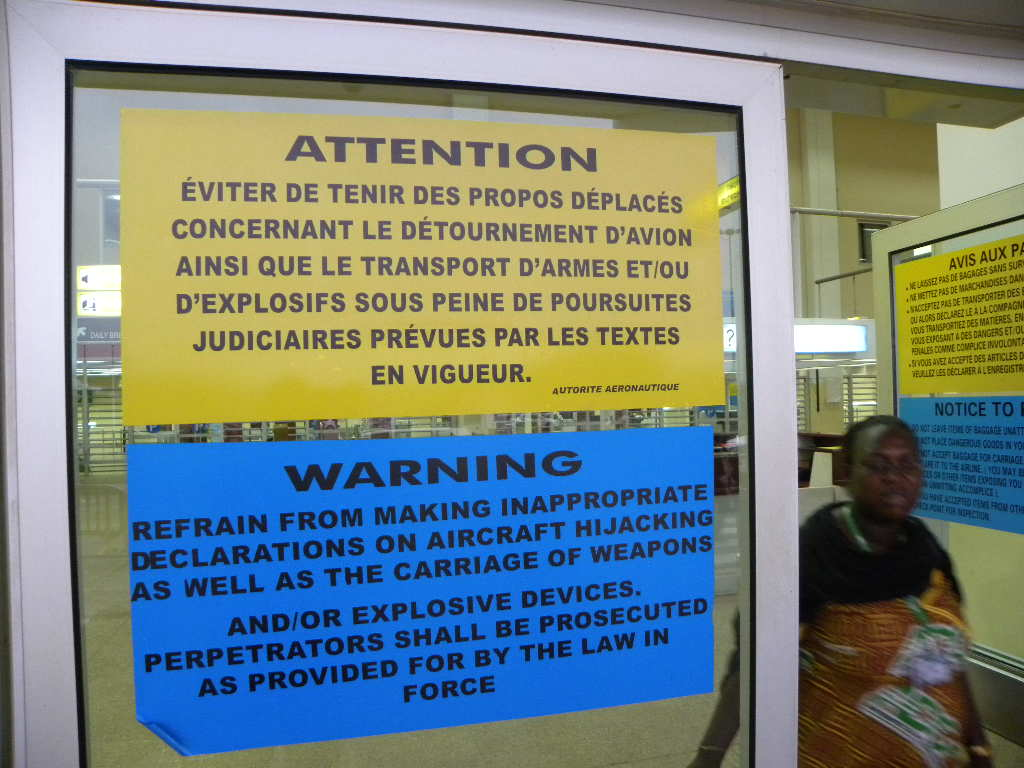
Cartazes de advertência sobre sequestro aéreo em francês e em inglês num aeroporto da África Central.

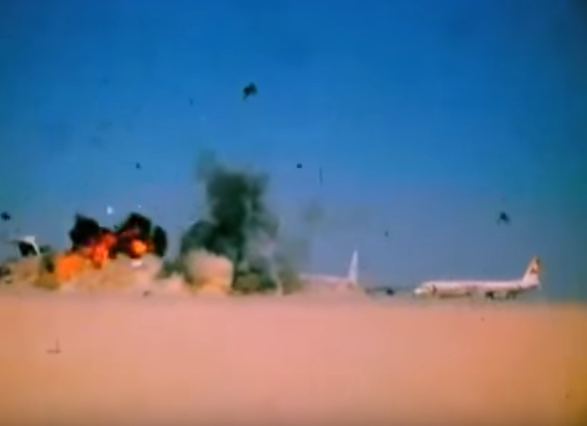
Sequestros de Dawson's Field: quatro aviões de passageiros foram sequestrados consecutivamente em 1970. Posteriormente, uma vez evacuados os reféns, esses aviões foram explodidos em terra.

O sequestro de aeronave (também conhecido como pirataria aérea, sequestro aéreo ou sequestro de avião) é o sequestro de uma aeronave por um indivíduo ou grupo. Na maioria dos casos, o piloto se vê obrigado a voar abaixo das ordens dos sequestradores. No entanto, de vez em quando, os sequestradores voam as aeronaves por si mesmos, como por exemplo nos ataques de 11 de setembro de 2001. Em ao menos três casos, o avião foi sequestrado pelo piloto ou pelo copiloto.
A diferença dos típicos sequestros de veículos terrestres ou barcos, o sequestro aéreo geralmente não é cometido como parte de um delito de roubo ou furto. A maioria dos sequestradores de aviões tem a intenção de utilizar os passageiros como reféns, já seja para obter um resgate monetário ou por alguma concessão política ou administrativa pelas autoridades. Vários motivos têm impulsionado estes fatos, entre eles exigindo a libertação de certos reclusos (por exemplo IC 814), destacar as queixas de uma comunidade em particular (por exemplo AF 8969), ou asilo político (por exemplo ET 961). Os sequestradores também têm utilizado aviões como arma para atacar determinados lugares (por exemplo os ataques de 11 de setembro de 2001).
Os sequestros para reféns comumente produzem um confronto armado durante um período de negociação entre os sequestradores e as autoridades, seguido por algum tipo de arranjo. Os acordos nem sempre respondem às demandas originais dos sequestradores. Se as demandas dos sequestradores são consideradas demasiadamente grandes e seus perpetradores não mostram inclinação a render-se, as autoridades recorrem em ocasiões a forças especiais para tentar o resgate dos reféns (por exemplo a operação Entebbe).
Uma das medidas mais efetivas para evitar este tipo de ataques é o controle físico dos passageiros prévio ao embarque, em especial o sistema de detecção de metais, a fim de evitar o porte de armas, bem como também o controle de porte de líquidos e a implementação de scanners corporais.